# Allen-Test

Arterien der Hand

Mit dem Allen-Test (nach dem amerikanischen Arzt Edgar Van Nuys Allen) können der Hohlhandbogen (Arcus palmaris), die Arteria radialis sowie die Arteria ulnaris auf Durchblutungsstörungen getestet werden. Der Allen-Test wird vor einer arteriellen Punktion durchgeführt, um die Durchblutung der Hand auch bei einem Verschluss der punktierten Arterie sicherzustellen. Weiterhin dient der Allen-Test als klinische Untersuchungsmethode im Vorfeld einer geplanten Entnahme eines Radialis-Lappens, um eine mögliche einseitige arterielle Versorgung, d. h. eine Blutversorgung nur durch die Arteria radialis bzw. Arteria ulnaris, der Hand zu erkennen. Sein diagnostischer Wert ist jedoch umstritten. Genauer ist eine arterielle Durchflussbestimmung der beiden Arterien mittels Sonographie.
Je nach Fragestellung – Durchblutungsstörung einer Arterie oder einseitige Blutversorgung des Hohlhandbogens – erfolgt der Test dabei nach folgendem Schema:
- Durchblutungsstörung einer Arterie: Dabei werden beide Arterien abgedrückt, das Blut in der Hand durch mehrfaches Öffnen und Schließen der Hand peripher aus der Hand gepumpt und anschließend der Verschluss der zu testenden Arterie gelöst. In der Regel sollte sich die Hand bei normalen Bedingungen innerhalb weniger Sekunden wieder mit Blut füllen. Sollte dies nicht der Fall sein, liegen Durchblutungsstörungen in der getesteten Arterie vor, zumeist eine Arteriosklerose.
- Einseitige Blutversorgung des Hohlhandbogens: Hier erfolgt das Abdrücken einer zuführenden Arterie und die Beobachtung der Blutversorgung der Hand. Es darf keine Weißfärbung der Hand auftreten, die sonst für eine nicht ausreichende Blutversorgung durch die nicht komprimierte Arterie spricht. Als Ursache sind anatomische Besonderheiten der Blutversorgung (z. B. das Fehlen von Anastomosen beider Versorgungsgebiete) oder Durchblutungsstörungen möglich.

## Originalbeschreibung
- E. V. Allen: Thromboangiitis obliterans: methods of diagnosis of chronic occlusive arterial lesions distal to the wrist with illustrative cases. In: Am J Med Sci. 2, 1929, S. 1–8.